# Brachyscome radicans
Brachyscome radicans là một loài thực vật có hoa trong họ Cúc. Loài này được Steetz ex Lehm. mô tả khoa học đầu tiên năm 1845.